# Mesobuthus rakhshanii
Espèce
Mesobuthus rakhshanii est une espèce de scorpions de la famille des Buthidae.

## Distribution
Cette espèce est endémique de la province du Sistan-et-Baloutchistan en Iran. Elle se rencontre dans la préfecture de Hamoun.

## Description
Les mâles mesurent de 38 à 52 mm et les femelles de 51 à 61 mm.

## Systématique et taxinomie
Cette espèce a été décrite par Barahoei en 2023.

## Étymologie
Cette espèce est nommée en l'honneur d'Ehsan Rakhshani.

## Publication originale
- Barahoei, 2023 : « Fauna of Sistan Scorpions (Arachnida: Scorpiones), Southeast Iran. » Taxonomy and Biosystematics, vol. 14, no 3, p. 27-70 (texte intégral) (fa).